# فار ایست موومنت
فار ایست موومنت (به انگلیسی: Far East Movment) (ترجمهٔ فارسی: جنبش شرق دور) (به صورت فار ⋆ ایست موومنت نوشته می‌شود و علامت اختصاری آناف‌ام است)، گروهی آسیایی آمریکایی الکترو هاپ ساکن در لس‌انجلس، کالیفرنیا است. گروه در سال ۲۰۰۳ شکل گرفته‌است و متشکل از کو نیش (کوین نیشیمورا) ژاپنی وچینی‌تبار، پروگرس (جیمز روح) کره‌ای، جی اسپلیف (جائه چونگ) کره‌ای و دی جی ویرمان (ویرمان کوکیا) فیلیپینی است. آنها اولین برنامهٔ چندفرهنگی خود را در محلهٔ کره‌ای‌های لس‌آنجلس به نفع یک مرکز ترک اعتیاد متعلق به انجمن موومنتالیتی انجام دادند. اولین حرکت این گروه برای رسید به شهرت، اولین ترانهٔ آن‌ها گرد گرد که در یک فیلم هالیوودی استفاده شده بود و بعد از آن در موسیقی متن، بازی و دی‌وی‌دی آن فیلم نیز قرار گرفت.
از آنجا که «گرد گرد»، این گروه به برنامه‌های شبکه‌های محتلف تلویزیونی دعوت شد که از آن‌ها می‌توان به سی‌اس‌آی: میامی، سی‌اس‌آی:نیویورک، جنگ مطرح انتوریج اچ‌بی‌او، گاسیپ گرلز و فینیشینگ د گیم اشاره کرد. آن‌ها به نیروگاه پاور ۱۰۶ در سال ۲۰۰۹ برای اجرا دعوت شدند، که یکی از بزرگترین کنسرت‌های هیپ‌هاپ در ساحل غربی بود، در این کنسرت جی-زی، کید کودی، شان پال، نیو بویز، پیتبول، لیل جان، ال‌ام‌اف‌ای‌او، فلوریدا و بلک آید پیز حضور داشتند. تک‌آهنگ آن‌ها مانند جی۶ در جدول ۱۰۰ آهنگ محبوب و در آیتونز در اواخر اکتبر ۲۰۱۰ اول شد. فار ایست موومنت اولین گروه آسیایی-آمریکای می‌باشد، که در جدول محبوب‌ترین آهنگ‌ها رتبه‌ای زیر ۱۰ بدست آورده‌است.

## حرفه موسیقی

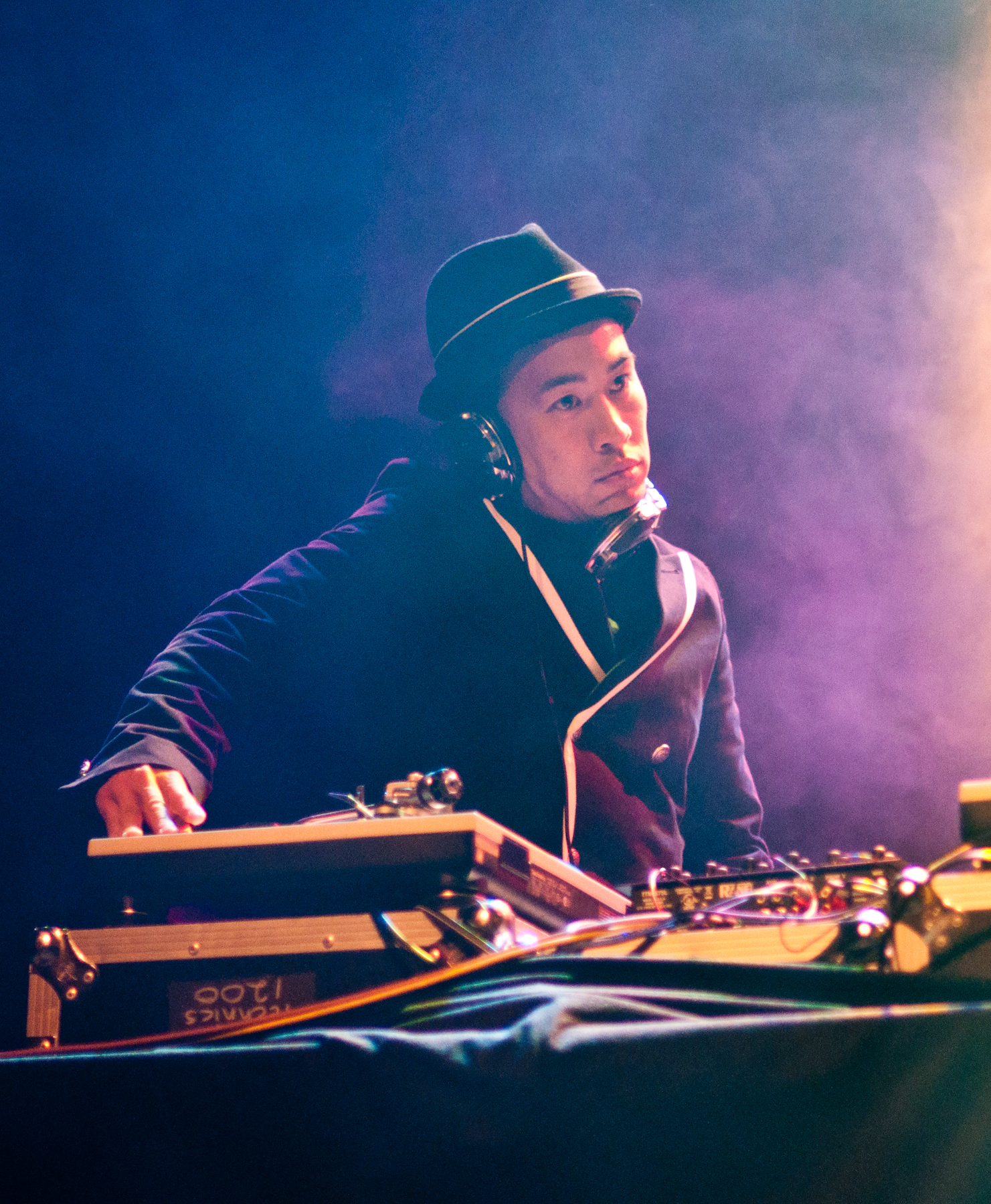
دی جی

### ۲۰۰۳–۲۰۰۷: موسیقی فولکلور
اعضای گروه در محلهٔ کره‌ای‌های لس‌آنجلس، کالیفرنیا بزرگ شده‌اند. آنها در دوران مدرسه به هم تزدیک بودند و استعداد موسیقی گروهی خوبی داشتند. در اوایل کار آن‌ها اقدام به انتشار ترانه‌های خود بر رویاینترنت کردند. در کنار آن در باشگاه‌های محلی بر روی سن رفتند. در سال ۲۰۰۱ نام امسیز انونیموس را برای خود برگزیدند. با این حال نام گروه در سال ۲۰۰۳ به فار ایست مومنت بر اساس ترانه‌ای به همین نام تغییر یافت. در اویل سال ۲۰۰۳، آنها یک انجمن به نام مومنتالیتی ایجاد کردند، که با نام آن ۱۰ اجرا داشتند و عواید آن را در اختیار مرکز ترک اعتیاد جوانان محلی گذاشتند.
اولین آلبوم آن‌ها با نام موسیقی محلی در سال ۲۰۰۶ انتشار یافت. آهنگ گرد گرد در فیلم سریع و خشمگین و بازی‌ای با همین نام استفاده شد. این اتفاق باعث شد که آن‌ها به موسیقی به عنوان حرفهٔ اصلی بنگرند. آنها اقدام به انجام دو تور جهانی (از جمله در ایالات متحده، آمریکای جنوبی، کانادا و آسیا) کردند و قراردادهایی برای توزیع آلبوم خود با اوکس نتورک در کرهٔ جنوبی و جی‌اف در ژاپن بستند. آهنگ‌های آن‌ها در همان زمان در شبکه‌های مطرح وی‌اچ۱، ام‌تی‌وی و ای! پخش می‌شد. در سال ۲۰۰۷، آنها در فیلمی در جشنواره فیلم ساندنس به نام پایان بازی، با ترانهٔ رضایت به هنرمندی پرداختند. آنها همچنین تک‌آهنگ «شما دوستی پیدا کردید» را به همراه لیل راب و بیبی بش، منتشر کردند، که اولین ترانهٔ آن‌ها بود که از رادیوای داخلی پخش می‌شد.
آن‌ها همچنین به عنوان تهیه‌کننده در آلبوم، ای‌بی‌سی جین نام برده شده‌اند.

### ۲۰۰۸–۲۰۰۹ دی‌جی ویرمان و آلبوم حیوان
دی‌جی ایستگاه رادیویی پاور ۱۰۶، دی جی ویرمان بودند به عنوان دی‌جی رسمی به گروه پیوست. آن‌ها به همراه ویرمان تک‌آهنگی به نام لورایدین را منتشر کردند که در سال ۲۰۰۸ در رادیوها بسیار پخش شد. در همان زمان بود که آن‌ها خود را برای انتشار آلبوم دوم حیوان آماده کردند. حیوان شامل سه تک‌آهنگ بود، که اغلب در رادیوهای داخل ایالات متحده پخش می‌شدند: یک دوست پیدا کردی، لورایدین و ترانهٔ موفق دختران روی زمین رقص «دختران روی زمین رقص» در لسیت محبوب‌ترین آهنگ‌های لاتین ۲۷ شد، که آن آغاز ورود این گروه به لیست محبوب‌ترین ترانه‌ها بود.